# Hypnös
Hypnös ist eine Death-Metal-Band aus Staré Město, Tschechien.

## Geschichte
Die Musikgruppe wurde 1999 von Bruno und Pegas gegründet, nachdem die zwei bei Krabathor, aufgrund von Differenzen mit den restlichen Bandmitgliedern, ausgestiegen waren. Die beiden konnten „R.A.D“, den älteren Bruder von „Skull“ als Gitarristen, von der slowakischen Band Stagnant abwerben. Ein geplantes Demo wurde erst später auf einem Best-of-Album veröffentlicht. Nach der Veröffentlichung einer Split-EP erhielt Hypnös einen Plattenvertrag bei dem deutschen Musiklabel Morbid Records.
Ursprünglich benannte sich die Band, nach der griechischen Gottheit des Schlafes, Hypnos. Da es jedoch noch weitere Musikbands mit diesem Namen gab, wurde der Bandname abgeändert. Anstelle des „o“ findet sich jetzt ein sogenannter Heavy-Metal-Umlaut, („ö“). Auf dem Album In Blood We Trust ist Mika Luttinen von Impaled Nazarene als Gastsänger zu hören. Nach der Veröffentlichung von insgesamt vier Alben, löste sich die Band Ende 2005 auf.
Im Jahr 2009 kamen Sänger und Bassist Bruno und Schlagzeuger Pegas wieder unter dem Namen Hypnos zusammen. Die Band veröffentlichte die EP Halfway to Hell und spielte einige Konzerte. 2011 unterschrieben Hypnos bei der deutschen Plattenfirma Einheit Produktionen, die 2012 das Album Heretic Commando herausbrachten. Für 2017 ist The Whitecrow angekündigt; das Album wird ebenfalls über Einheit Produktionen erscheinen.

## Diskografie
- 2000: Split mit Infernal Maze
- 2000: Hypnos (EP)
- 2000: In Blood We Trust (Album)
- 2001: The Revenge Ride (Album)
- 2003: Promo (Demo)
- 2004: Demons (Best-of-Album)
- 2005: Rabble Mänifesto (Album)
- 2010: Halfway to Hell (EP)
- 2012: Heretic Commando - Rise of the New Antikrist (Album)
- 2017: The Whitecrow (Album)